# Zdeněk Kummermann
Zdeněk Kummermann (13 gennaio 1903 – 1942) è stato un calciatore cecoslovacco, di ruolo difensore.

## Carriera

### Nazionale
Debutta con la Cecoslovacchia il 14 marzo 1926 nella sfida contro l'Austria (2-0).

## Palmarès

### Club

#### Competizioni nazionali
- Campionato cecoslovacco: 1

Slavia Praga: 1925